# 靈探
《灵探》（英語：Soul Detective）是新加坡新傳媒私人有限公司制作的电视剧。本剧由谢俊峰、王禄江、刘子绚、黄思恬、田铭耀主演。此剧是继《21点灵》和《灵医》之后灵异三部曲的第三部。